# Canadian Soccer League 1990
La Canadian Soccer League 1990 è stata la quarta edizione del campionato di calcio canadese.
Rispetto alla stagione precedente si ebbe l'ingresso di Kitchener Spirit e London Lasers, che insieme al fallimento dei Calgary Strikers portò a undici il numero delle partecipanti.

## Formula
Diversamente dai campionati statunitensi, propensi a sperimentare formule di punteggio alternative, vennero utilizzate le regole standard della FIFA: erano assegnati due punti per ogni vittoria e uno ogni pareggio.
Vista la differente composizione numerica delle due Division su base geografica, il calendario era di tipo sbilanciato: le squadre della Western giocavano quattro partite (due in casa e due in trasferta) contro gli avversari della propria Division, mentre le squadre della Eastern giocavano tre partite contro le proprie rivali di Division. Tutte le squadre giocavano poi due volte contro quelle dell'altra Division (una in casa e una in trasferta).
Si qualificavano ai play-off le prime tre classificate della Western Division e le prime cinque della Eastern. I play-off erano a eliminazione diretta con partite di andata e ritorno, tranne la finale in partita unica. La qualificazione al turno successivo non si basava sul punteggio aggregato bensì sui punti conquistati nei due incontri. In caso di parità nei punti si disputava un'ulteriore mini-gara di 30 minuti, sul campo della squadra che aveva diritto al ritorno in casa. In caso di ulteriore parità si calciavano i rigori. Questo formato riprendeva quello utilizzato nella NASL tra il 1978 e il 1981.

## Partecipanti
| Club               | Città      | Provincia           | Division | Stagione precedente    |
| ------------------ | ---------- | ------------------- | -------- | ---------------------- |
| Edmonton Brickmen  | Edmonton   | Alberta             | Western  | 2º in Western division |
| Hamilton Steelers  | Hamilton   | Ontario             | Eastern  | 2º in Eastern division |
| Kitchener Spirit   | Kitchener  | Ontario             | Eastern  | Esordiente             |
| London Lasers      | London     | Ontario             | Eastern  | Esordiente             |
| Montréal Supra     | Montréal   | Québec              | Eastern  | 5º in Eastern division |
| North York Rockets | North York | Ontario             | Eastern  | 3º in Eastern division |
| Ottawa Intrepid    | Ottawa     | Ontario             | Eastern  | 4º in Eastern division |
| Toronto Blizzard   | Toronto    | Ontario             | Eastern  | 1º in Eastern division |
| Vancouver 86ers    | Vancouver  | Columbia Britannica | Western  | Campione dopo play-off |
| Victoria Vistas    | Victoria   | Columbia Britannica | Western  | 5º in Western division |
| Winnipeg Fury      | Winnipeg   | Manitoba            | Western  | 4º in Western division |

## Classifiche regular season

### Eastern Division
|  | Pos. | Squadra            | Pt | G  | V  | N  | P  | GF | GS |
|  | ---- | ------------------ | -- | -- | -- | -- | -- | -- | -- |
|  | 1.   | Toronto Blizzard   | 39 | 26 | 18 | 3  | 5  | 52 | 15 |
|  | 2.   | Montréal Supra     | 37 | 26 | 13 | 11 | 2  | 30 | 12 |
|  | 3.   | Hamilton Steelers  | 29 | 26 | 10 | 9  | 7  | 44 | 35 |
|  | 4.   | Kitchener Spirit   | 23 | 26 | 8  | 7  | 11 | 30 | 36 |
|  | 5.   | North York Rockets | 23 | 26 | 7  | 9  | 10 | 34 | 36 |
|  | 6.   | Ottawa Intrepid    | 13 | 26 | 2  | 9  | 15 | 21 | 49 |
|  | 7.   | London Lasers      | 11 | 26 | 2  | 7  | 17 | 26 | 68 |

Legenda:

      Ammessa ai play-off

### Western Division
|  | Pos. | Squadra           | Pt | G  | V  | N | P  | GF | GS |
|  | ---- | ----------------- | -- | -- | -- | - | -- | -- | -- |
|  | 1.   | Vancouver 86ers   | 40 | 26 | 17 | 6 | 3  | 69 | 26 |
|  | 2.   | Victoria Vistas   | 31 | 26 | 12 | 7 | 7  | 42 | 32 |
|  | 3.   | Winnipeg Fury     | 22 | 26 | 7  | 8 | 11 | 22 | 37 |
|  | 4.   | Edmonton Brickmen | 18 | 26 | 6  | 6 | 14 | 20 | 44 |

Legenda:

      Ammessa ai play-off

## Risultati
|                    | EDM  | HAM  | KIT  | LON  | MTL  | NYR  | OTT  | TOR  | VAN  | VIC  | WPG  |  | EDM  | HAM  | KIT  | LON  | MTL  | NYR  | OTT  | TOR  | VAN  | VIC  | WPG  |
| ------------------ | ---- | ---- | ---- | ---- | ---- | ---- | ---- | ---- | ---- | ---- | ---- |  | ---- | ---- | ---- | ---- | ---- | ---- | ---- | ---- | ---- | ---- | ---- |
| Edmonton Brickmen  | –––– | 1-0  | 0-2  | 3-2  | 0-0  | 2-0  | 1-0  | 1-1  | 1-2  | 1-3  | 2-0  |  | –––– | –––– | –––– | –––– | –––– | –––– | –––– | –––– | 1-5  | 0-2  | 0-0  |
| Hamilton Steelers  | 4-0  | –––– | 2-1  | 4-1  | 0-1  | 1-1  | 2-0  | 3-2  | 2-4  | 3-0  | 1-1  |  | –––– | –––– | –––– | 3-1  | 0-0  | –––– | –––– | 1-1  | –––– | –––– | –––– |
| Kitchener Spirit   | 1-0  | 1-1  | –––– | 8-1  | 0-1  | 0-1  | 2-1  | 0-3  | 0-4  | 2-1  | 2-0  |  | –––– | 1-1  | –––– | –––– | 0-0  | 1-1  | –––– | –––– | –––– | –––– | –––– |
| London Lasers      | 1-1  | 2-5  | 2-3  | –––– | 2-4  | 0-0  | 2-3  | 0-3  | 1-1  | 0-1  | 1-0  |  | –––– | –––– | 3-2  | –––– | –––– | –––– | 1-6  | 0-6  | –––– | –––– | –––– |
| Montréal Supra     | 1-1  | 2-0  | 2-0  | 1-1  | –––– | 0-0  | 2-0  | 1-0  | 0-0  | 0-1  | 2-0  |  | –––– | –––– | –––– | 3-2  | –––– | 0-0  | 4-1  | –––– | –––– | –––– | –––– |
| North York Rockets | 1-0  | 2-2  | 0-2  | 1-1  | 1-1  | –––– | 1-1  | 0-1  | 2-5  | 3-1  | 3-0  |  | –––– | 2-3  | –––– | 3-1  | –––– | –––– | 6-1  | –––– | –––– | –––– | –––– |
| Ottawa Intrepid    | 1-1  | 2-3  | 0-0  | 0-0  | 0-0  | 0-3  | –––– | 0-3  | 0-2  | 0-2  | 1-1  |  | –––– | 1-1  | 0-0  | –––– | –––– | –––– | –––– | 1-1  | –––– | –––– | –––– |
| Toronto Blizzard   | 3-0  | 4-1  | 1-0  | 1-0  | 0-1  | 2-0  | 3-0  | –––– | 3-0  | 2-1  | 0-1  |  | –––– | –––– | 3-1  | –––– | 1-0  | 3-0  | –––– | –––– | –––– | –––– | –––– |
| Vancouver 86ers    | 5-1  | 3-1  | 5-0  | 2-0  | 0-1  | 3-1  | 3-0  | 2-0  | –––– | 2-2  | 4-0  |  | 2-0  | –––– | –––– | –––– | –––– | –––– | –––– | –––– | –––– | 0-2  | 5-1  |
| Victoria Vistas    | 3-0  | 0-0  | 1-1  | 4-1  | 1-1  | 2-1  | 3-1  | 1-2  | 2-5  | –––– | 0-3  |  | 3-1  | –––– | –––– | –––– | –––– | –––– | –––– | –––– | 2-2  | –––– | 1-1  |
| Winnipeg Fury      | 2-1  | 1-0  | 2-0  | 0-0  | 1-2  | 3-1  | 2-1  | 0-3  | 1-1  | 0-0  | –––– |  | 0-1  | –––– | –––– | –––– | –––– | –––– | –––– | –––– | 2-2  | 0-3  | –––– |

## Play-off
|  | Quarti                 | Quarti | Quarti | Quarti |                   |   | Semifinali       | Semifinali | Semifinali | Semifinali |  |                 | Finale            | Finale |
|  |                        |        |        |        |                   |   |                  |            |            |            |  |                 |                   |        |
|  | Vancouver 86ers        | 2      | 2      |        |                   |   |                  |            |            |            |  |                 |                   |        |
|  | Vancouver 86ers        | 2      | 2      |        |                   |   |                  |            |            |            |  |                 |                   |        |
|  | North York Rockets     | 0      | 1      |        |                   |   |                  |            |            |            |  |                 |                   |        |
|  | North York Rockets     | 0      | 1      |        | Vancouver 86ers   | 2 | 6                |            |            |            |  |                 |                   |        |
|  |                        |        |        |        | Vancouver 86ers   | 2 | 6                |            |            |            |  |                 |                   |        |
|  |                        |        |        |        |                   |   | Victoria Vistas  | 2          | 1          |            |  |                 |                   |        |
|  | Victoria Vistas (dtr)  | 1      | 2      | 1 (5)  |                   |   | Victoria Vistas  | 2          | 1          |            |  |                 |                   |        |
|  | Victoria Vistas (dtr)  | 1      | 2      | 1 (5)  |                   |   |                  |            |            |            |  |                 |                   |        |
|  | Winnipeg Fury          | 4      | 1      | 1 (4)  |                   |   |                  |            |            |            |  |                 |                   |        |
|  | Winnipeg Fury          | 4      | 1      | 1 (4)  |                   |   |                  |            |            |            |  | Vancouver 86ers | 6                 |        |
|  |                        |        |        |        |                   |   |                  |            |            |            |  | Vancouver 86ers | 6                 |        |
|  |                        |        |        |        |                   |   |                  |            |            |            |  |                 | Hamilton Steelers | 1      |
|  | Montréal Supra         | 1      | 0      |        |                   |   |                  |            |            |            |  |                 | Hamilton Steelers | 1      |
|  | Montréal Supra         | 1      | 0      |        |                   |   |                  |            |            |            |  |                 |                   |        |
|  | Hamilton Steelers      | 2      | 1      |        |                   |   |                  |            |            |            |  |                 |                   |        |
|  | Hamilton Steelers      | 2      | 1      |        | Hamilton Steelers | 1 | 3                |            |            |            |  |                 |                   |        |
|  |                        |        |        |        | Hamilton Steelers | 1 | 3                |            |            |            |  |                 |                   |        |
|  |                        |        |        |        |                   |   | Kitchener Spirit | 0          | 3          |            |  |                 |                   |        |
|  | Toronto Blizzard       | 1      | 1      | 0 (3)  |                   |   | Kitchener Spirit | 0          | 3          |            |  |                 |                   |        |
|  | Toronto Blizzard       | 1      | 1      | 0 (3)  |                   |   |                  |            |            |            |  |                 |                   |        |
|  | Kitchener Spirit (dtr) | 2      | 0      | 0 (4)  |                   |   |                  |            |            |            |  |                 |                   |        |
|  | Kitchener Spirit (dtr) | 2      | 0      | 0 (4)  |                   |   |                  |            |            |            |  |                 |                   |        |